# オナイダ郡 (ニューヨーク州)
オナイダ郡（英: Oneida County）は、アメリカ合衆国ニューヨーク州の中央部に位置する郡である。人口は23万2125人（2020年）。郡庁所在地はユーティカ市であり、同郡で人口最大の都市である。郡名はイロコイ連邦に属し、この地域に住んでいるオナイダ族インディアンから採られた。
オナイダ郡はユーティカ・ローム大都市圏に属している。

## 歴史
1683年にニューヨーク植民地で郡が作られたとき、現在のオナイダ郡地域はオールバニ郡に属していた。これは巨大な郡であり、ニューヨーク州北部とバーモント州の全てを含んでおり、さらに理論的には西の太平洋岸まで広がっていた。1766年7月3日に、カンバーランド郡を分離し、1770年3月16日にグロスター郡を分離したが、どちらも現在はバーモント州に含まれている。
1772年3月12日、オールバニ郡の残りが3つに分割され、1つはオールバニ郡の名前で残った。1つは西部に作られたトライアン郡だった。トライアン郡の東部境界は現在のスケネクタディ市の西約5マイル (8 km) にあり、アディロンダック山地の西側と、デラウェア川西支流より西の領域を含んでいた。トライオン郡に指定された地域には現在のニューヨーク州37郡が入っている。ニューヨーク植民地総督のウィリアム・トライアンに因んで名付けられた。
アメリカ独立戦争中とその後にトライアン郡のロイヤリストは大半がカナダに逃亡した。1784年、アメリカ独立戦争を終わらせた条約締結に続いて、トライアン郡はモンゴメリー郡に改名された。これは独立戦争時の将軍リチャード・モントゴメリーに因む命名だった。モントゴメリーはカナダで数か所を占領した後、ケベック市攻略中に戦死した。憎まれたイギリスの総督に代わる命名だった。
1789年、モンゴメリー郡からオンタリオ郡が分離した。このときのオンタリオ郡は現在の領域よりもかなり広かった。現在のアリゲイニー郡、カタラウガス郡、シャトークア郡、エリー郡、ジェネシー郡、モンロー郡、ナイアガラ郡、オーリンズ郡、スチューベン郡、ワイオミング郡、イェーツ郡の全体と、スカイラー郡、ウェイン郡の一部が含まれていた。
1791年、モンゴメリー郡からハーキマー郡が、タイオガ郡とオチゴ郡と共に分離した。
1794年、ハーキマー郡からオノンダガ郡が分離して設立された。このオノンダガ郡でもまだ広く、現在のカユガ郡、コートランド郡およびオスウェゴ郡の一部が含まれていた。
1798年、オナイダ郡がハーキマー郡から分離して設立された。当時は現在のジェファーソン郡、ルイス郡およびオスウェゴ郡の一部が含まれていた。
1805年、オナイダ郡からジェファーソン郡とルイス郡が分離して設立された。
1816年、オナイダ郡とオノンダガ郡の一部を合わせてオスウェゴ郡が作られた。
1848年、ジョン・ハンフリー・ノイズが、オナイダの近くに宗教的ユートピア社会であるオナイダ・コミュニティを設立した。伝統に捉われない宗教観とその両性間の関係が大きな議論を呼んだ。このコミュニティは1881年まで続いた。

## 地理

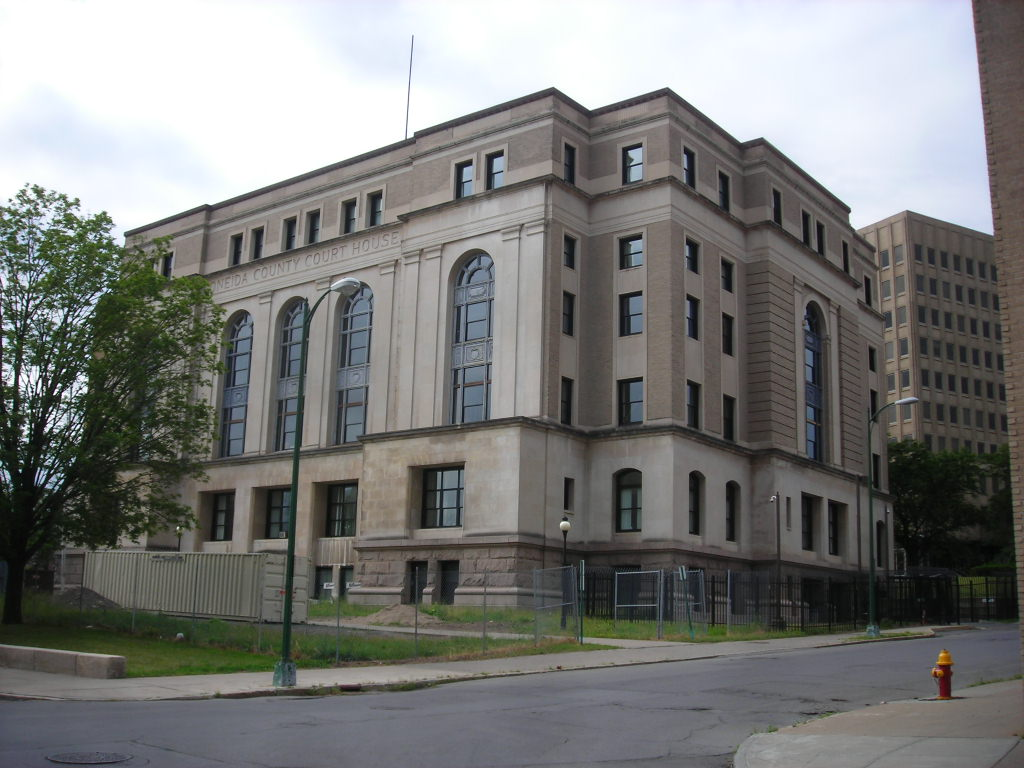
オナイダ郡庁舎

オナイダ郡はニューヨーク州中央部にあり、シラキュース市の東、オールバニ市の西に位置している。オナイダ湖が郡北西隅にあり、アディロンダック公園が北東にある。タグヒル台地の一部が郡北部に入っている。郡内最高地点はこの台地やアディロンダック公園には無く、最南部にあるタッセル・ヒルである。ハードスクラブル道路（タッセルヒル道路）のやや南東にあり、ウォータービルとカスビル両村の間にある。
エリー運河が郡内を横切っている。オナイダ湖とオナイダ・クリークが西側境界の一部になっている。
アメリカ合衆国国勢調査局に拠れば、郡域全面積は1,257平方マイル (3,256 km2)であり、このうち陸地1,213平方マイル (3,141 km2)、水域は44平方マイル (115 km2)で水域率は3.53%である。
野生のオジロジカの間に慢性消耗病の症例があることで知られる州内唯一の郡である。

### 隣接する郡
- ルイス郡 - 北
- ハーキマー郡 - 東
- オチゴ郡 - 南東
- マディソン郡 - 南西
- オスウェゴ郡 - 西

### 国立保護地域
- スタンウィックス砦国立記念碑

## 経済
オナイダ郡の以前の主要産品は銀器であり、主にシェリルにあるオナイダ・リミテッドの本社で作られていた。2005年1月、この会社が製造を中止し、工場を閉鎖し、資産を売却した。
現在郡内で非政府、非健康医療製品での最大産業はギャンブルである。ターニング・ストーン・カジノリゾートはニューヨーク州のオナイダ族インディアンの事業であり、郡内最大の民間雇用主である。

## 人口動態

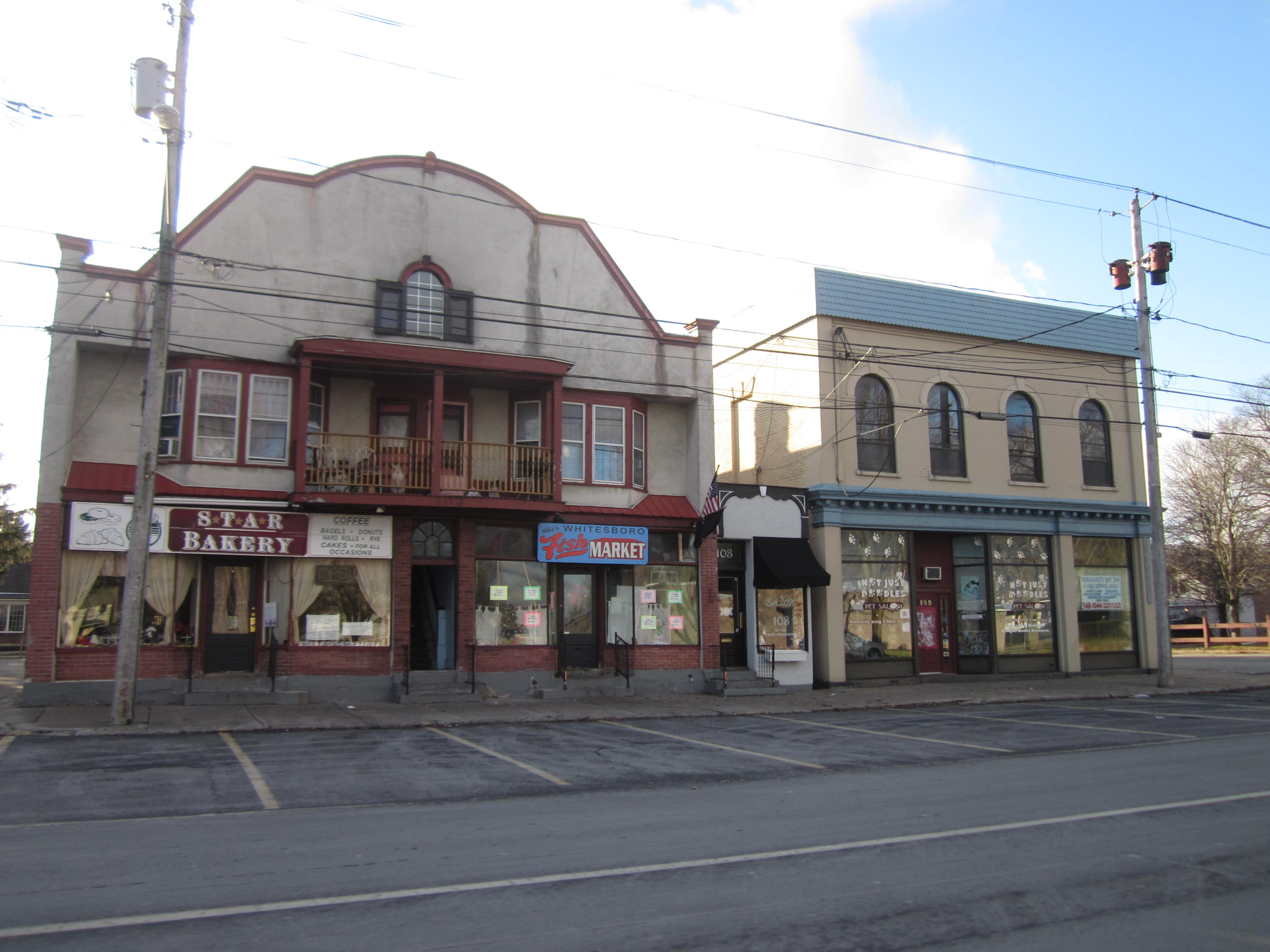
ホワイツボロの商店街

以下は2000年国勢調査による人口統計データである。
| 基礎データ - 人口: 235,469 人 - 世帯数: 90,496 世帯 - 家族数: 59,184 家族 - 人口密度: 75人/km2（194人/mi2） - 住居数: 102,803 軒 - 住居密度: 33軒/km2（85軒/mi2） 人種別人口構成 - 白人: 90.21% - アフリカン・アメリカン: 5.74% - ネイティブ・アメリカン: 0.23% - アジア人: 1.16% - 太平洋諸島系: 0.02% - その他の人種: 1.11% - 混血: 1.52% - ヒスパニック・ラテン系: 3.20% 先祖による構成 - イタリア系：21.7% - アイルランド系：13.1% - ドイツ系：12.1% - ポーランド系：9.9% - イギリス系：8.5% - アメリカ人：5.6% 言語による構成 - 英語：90.6% - スペイン語：2.7% - イタリア語：1.3% - セルビア・クロアチア語：1.2% - ポーランド語：1.1% | 年齢別人口構成 - 18歳未満: 23.9% - 18-24歳: 8.6% - 25-44歳: 28.2% - 45-64歳: 22.9% - 65歳以上: 16.5% - 年齢の中央値: 38歳 - 性比（女性100人あたり男性の人口） - 総人口: 98.6 - 18歳以上: 96.3 世帯と家族（対世帯数） - 18歳未満の子供がいる: 30.4% - 結婚・同居している夫婦: 49.1% - 未婚・離婚・死別女性が世帯主: 12.0% - 非家族世帯: 34.6% - 単身世帯: 29.5% - 65歳以上の老人1人暮らし: 13.1% - 平均構成人数 - 世帯: 2.43人 - 家族: 3.02人 収入と家計 - 収入の中央値 - 世帯: 35,909米ドル - 家族: 45,341米ドル - 性別 - 男性: 32,194米ドル - 女性: 24,295米ドル - 人口1人あたり収入: 18,516米ドル - 貧困線以下 - 対人口: 13.0% - 対家族数: 9.8% - 18歳未満: 18.9% - 65歳以上: 8.5% |

## 郡政府と政治
オナイダ郡は1962年まで監督官理事会が統治していた。このとき郡憲章が変更され、郡執行官1人と29議席の議会による体制になった。郡執行官は郡全体から選出される。29人の議員は小選挙区から選出されている。現有議席は共和党16、民主党13である。
オナイダ郡は州や国の選挙では共和党を支持する傾向にある。2008年アメリカ合衆国大統領選挙では、共和党のジョン・マケインが民主党のバラク・オバマを制したが、9万票の投票総数のうちその差は6,000票だった。郡内のほとんどの市町を制したが、ユーティカ市とカークランド町は取れなかった。

## 都市と町
| - ユーティカ市 - 郡庁所在地 - ローム市 - シェリル市 - アンスビル町 - オーガスタ町 - エイバ町 - バーンベルド村 - ブーンビル町 - ブーンビル村 - ブリッジウォーター町 - ブリッジウォーター村 - カムデン町 - カムデン村 - クラークミルズ - クレイビル村 - クリントン村 - ディアフィールド町 | - フローレンス町 - フロイド町 - フォレストポート町 - ホランドパテント村 - カークランド町 - リー町 - マーシー町 - マーシャル町 - マコーネルズビル村 - ニューハートフォード村 - ニューハートフォード町 - ニューヨークミルズ村 - オナイダキャッスル村 - オリスカニー村 - オリスカニーフォールズ村 - パリス町 - プロスペクト村 | - レムゼン村 - レムゼン町 - サンガーフィールド町 - スチューベン町 - シルバンビーチ村 - トレントン町 - バーノン村 - バーノン町 - ベローナ町 - ビエナ町 - ウォータービル村 - ウェスタン町 - ウェストモアランド町 - ホワイツボロ村 - ホワイツタウン町 - ヨークビル村 |

## 教育
- ハミルトン・カレッジ
- モホークバレー・コミュニティカレッジ
- ニューヨーク州立大学工科大学
- シラキュース大学ユーティカ・カレッジ

## 見どころ
- スチューベン記念州立歴史史跡
- オリスカニー戦場跡州立歴史史跡
- スタンウィックス砦
- グリフィス空軍基地